# 롤란도 아로호
루이스 롤란도 아로호 아빌라(스페인어: Luis Rolando Arrojo Avila, 1965년 7월 18일~)는 쿠바의 야구 선수이다. 쿠바 국가대표 선수로 활약하여 1992년 하계 올림픽에서 금메달을 획득했다.
1996년에 쿠바를 탈출하여 미국으로 건너갔으며 1997년에 탬파베이 데블 레이스 선수로 메이저리그에서 활약했다. 2002년까지 메이저리그에서 활약했으며 2003년에 은퇴했다.